# Matthew Centrowitz
Matthew Centrowitz, Jr. (né le 18 octobre 1989 à Beltsville) est un athlète américain spécialiste des courses de demi-fond, champion olympique du 1 500 mètres en 2016 à Rio.

## Biographie
Il est le fils de Matt Centrowitz (en), vainqueur des Jeux panaméricains de 1979 et quadruple champion des États-Unis du 5 000 m.
Révélé lors des championnats panaméricains juniors de 2007 où il décroche le titre du 1 500 m, il remporte dès l'année suivante le titre national junior du 5 000 mètres, et se classe onzième des championnats du monde juniors. En 2010, l'Américain termine à la troisième place des championnats NCAA, et se classe par la suite cinquième des championnats des États-Unis.
Il s'affirme lors de la saison 2011 en remportant le titre NCAA du 1 500 m (3 min 42 s 23), puis en s'adjugeant son premier titre national senior à l'occasion des championnats des États-Unis à Eugene en 3 min 47 s 63, devant les favoris de l'épreuve Bernard Lagat et Leonel Manzano. Il réalise les minima pour les championnats du monde au cours du meeting Herculis de Monaco, fin juillet, en 3 min 34 s 46 (record personnel). Il confirme son potentiel aux mondiaux de Daegu en s'emparant de la médaille de bronze du 1 500 m en 3 min 36 s 08, derrière les Kényans Asbel Kiprop et Silas Kiplagat.
Deuxième des sélections olympiques américaines de 2012, il participe aux Jeux olympiques de Londres et se classe quatrième de la finale, derrière l'Algérien Taoufik Makhloufi, l'Américain Leonel Manzano et le Marocain Abdalaati Iguider.
Vainqueur d'un nouveau titre national en 2013, il remporte la médaille d'argent du 1 500 m aux championnats du monde de Moscou, en 3 min 36 s 78, derrière le Kényan Asbel Kiprop. Il obtient un troisième titre de champion des États-Unis en 2015 et se classe huitième des championnats du monde de Pékin. Lors de cette saison, il porte son record personnel sur 1 500 m à 3 min 30 s 40 à l'occasion du meeting Herculis de Monaco, le 17 juillet 2015.
Le 20 mars 2016, Centrowitz est sacré champion du monde lors des championnats du monde en salle de Portland en 3 min 44 s 22, devançant le Tchèque Jakub Holuša (3 min 44 s 30) et le Néo-Zélandais Nick Willis (3 min 44 s 37). 
Le 20 août 2016, lors des Jeux olympiques à Rio de Janeiro, Matthew Centrowitz décroche le plus grand titre de sa carrière en s'imposant en finale du 1 500 m dans le temps de 3 min 50 s 00 au terme d'une course menée sur un rythme lent qu'il a dominée de bout en bout. Premier américain titré sur cette distance depuis Mel Sheppard en 1908, il devance le tenant du titre algérien Taoufik Makhloufi (3 min 50 s 11) et le Néo-Zélandais Nick Willis (3 min 50 s 24).
Après avoir terminé 2e en 2017, il remporte à nouveau le titre national à Des Moines en juin 2018.

### Palmarès

#### International
| Date | Compétition                        | Lieu           | Résultat | Épreuve | Temps         |
| ---- | ---------------------------------- | -------------- | -------- | ------- | ------------- |
| 2007 | Championnats panaméricains juniors | São Paulo      | 1er      | 1 500 m | 3 min 56 s 63 |
| 2011 | Championnats du monde              | Daegu          | 3e       | 1 500 m | 3 min 36 s 08 |
| 2012 | Championnats du monde en salle     | Istanbul       | 7e       | 1 500 m |               |
| 2012 | Jeux olympiques                    | Londres        | 4e       | 1 500 m | 3 min 35 s 17 |
| 2013 | Championnats du monde              | Moscou         | 2e       | 1 500 m | 3 min 36 s 83 |
| 2015 | Championnats du monde              | Pékin          | 8e       | 1 500 m | 3 min 36 s 16 |
| 2016 | Championnats du monde en salle     | Portland       | 1er      | 1 500 m | 3 min 44 s 22 |
| 2016 | Jeux olympiques                    | Rio de Janeiro | 1er      | 1 500 m | 3 min 50 s 00 |
| 2019 | Championnats du monde              | Doha           | 8e       | 1 500 m | 3 min 32 s 81 |

#### National
- Championnats des États-Unis
  - vainqueur du 1 500 m en 2011, 2013, 2015, 2016 et 2018

### Records
| Épreuve      | Performance         | Lieu     | Date            |
| ------------ | ------------------- | -------- | --------------- |
| 1 500 m      | 3 min 30 s 40       | Monaco   | 17 juillet 2015 |
| Mile         | 3 min 50 s 53       | Eugene   | 31 mai 2014     |
| Mile (salle) | 3 min 50 s 63 (AIR) | New York | 20 février 2016 |